# Jakob Frohschammer
Jakob Frohschammer (né le 6 janvier 1821 à Illkofen, mort le 14 juin 1893 à Kreuth) est un théologien catholique et philosophe bavarois.

## Biographie
Frohschammer étudie la philosophie et la théologie à l'université de Munich, est ordonné prêtre catholique en 1847, habilité en 1850 en tant que professeur privé de théologie. Il publie une lettre ouverte à Carl Vogt, Menschenseele und Physiologie, en 1855.
Ses écrits Einleitung in die Philosophie (1858), Ueber die Aufgabe der Naturphilosophie (1861) et notamment Ueber die Freiheit der Wissenschaft (1861) offensent le Vatican. Frohschammer refuse de se renier, il est suspendu en 1863, mais continue à s'opposer à l'autorité ecclésiastique et le dogme de l'infaillibilité pontificale dans une série de brochures sans pour autant rejoindre l'Église vieille-catholique et est finalement excommunié.
En tant que philosophe, dans son livre Das Christentum und die moderne Naturwissenschaft (1868), il refuse à la fois le dogme et le matérialisme et à nouveau contre les deux avec une tentative métaphysique, Die Phantasie als Grundprincip des Weltprocesses (1877), qui attribue le rôle de médiateur entre la raison (esprit) et la sensualité (nature) à l'imagination inconsciemment créatrice dans la philosophie de la nature.